# Жанна Еррі
Жа́нна Еррі́ (фр. Jeanne Herry; нар. 19 квітня 1978, Франція) — французька акторка, кінорежисерка та сценаристка.

## Біографія
Жанна Еррі народилася 19 квітня 1978; вона є дочкою співака Поля-Алена Леклера, відомого як Жульєн Клер та акторки Сільветт Еррі, більше відомої за артистичним псевдонімом Міу-Міу. Своє раннє дитинство провела з батьками та старшою сестрою Анжель в департаменті Йонна. Батьки Жанни розлучилися коли їй було 5 років. Після здобуття економічної освіти вона навчалася в Міжнародній театральній школі в Лондоні та в Національній консерваторії музики і танцю.
Після навчання Жанна Еррі почала акторську кар'єру, поєднуючи роботу в театрі, де вона грає на сцені та виступає як режисер-постановник, у телевізійних фільмах, короткометражках та повнометражних художніх фільмах.
У 2009 році Жанна Еррі дебютувала як кінорежисерка короткометражним фільмом «Ходити». У листопаді 2013 року вона випустила свій перший повнометражний фільм «Вона його обожнює» за участю Сандрін Кіберлен та Лорана Лафітта, який був номінований на французьку національну кінопремію «Сезар» в категоріях «Найкращий перший фільм» та «Найкращий оригінальний сценарій».
Другий повнометражний фільм Жанни Еррі «Опіканець», що вийшов у 2018 році, був номінований в 7-ти категоріях на здобуття «Сезара» (у тому числі за найкращий фільм та найкращу режисерську роботу), та в 4-х категоріях на премію «Люм'єр» за 2018 рік.
Жанна Еррі є також автором автобіографічного роману «80 літ», виданого у 2005 році «Галлімаром» у серії «Haute Enfance».

## Особисте життя
Жанна Еррі виховує двох дітей: сина Антуана (нар. 3 квітня 2007), чиїм батьком є редактор шоу «Le Grand Journal» на «Canal+» Франциск, та донька Марго, яка народилася наприкінці 2010 року.

## Фільмографія

### Акторка
| Рік       |    | Українська назва         | Оригінальна назва           | Роль            |
| --------- | -- | ------------------------ | --------------------------- | --------------- |
| 1989      | ф  | Милу в травні            | Milou en mai                | Франсуаза       |
| 1991—2005 | с  | Мегре                    | Maigret                     | Фелісі          |
| 1995      | тф | Жінка під час буревію    | Une femme dans la tourmente | Марі Руанне     |
| 2004      | тф | Няня                     | La nourrice                 | Сесіль          |
| 2004      | тф | На екрані через два роки | À cran, deux ans après      | Летиція         |
| 2005      | с  | Секс у великому Парижі   | Clara Sheller               | друга майстриня |
| 2005      | ф  | Габрієль                 | Gabrielle                   | Maid            |
| 2006      | ф  | Жан-Філіпп               | Jean-Philippe               | служниця        |
| 2006      | кф |                          | En compagnie des choses     | Елен Оберлінк   |
| 2007      | кф | Дорога, ніч              | La route, la nuit           |                 |
| 2014      | ф  | SMS                      | SMS                         |                 |
| 2015      | с  | Десять відсотків         | Dix pour cent               | режисерка       |

### Режисер, сценарист
| Рік  |     | Назва українською | Оригінальна назва  | Режисер | Сценарист |
| ---- | --- | ----------------- | ------------------ | ------- | --------- |
| 2009 | к/м | Ходити            | Marcher            | Так     |           |
| 2014 |     | Вона його обожнює | Elle l'adore       | Так     | Так       |
| 2015 | т/с | Десять відсотків  | Dix pour cent      | Так     | Так       |
| 2018 |     | Опіканець         | Pupille            | Так     | Так       |
| 2019 |     | Дрібні пластівці  | Les petits flocons | Так     |           |

## Визнання
| Рік                                               | Категорія                           | Фільм             | Результат |
| ------------------------------------------------- | ----------------------------------- | ----------------- | --------- |
| Кінофестиваль в Довілі                            |                                     |                   |           |
| 2014                                              | Нагорода Мішеля д'Орнано            | Вона його обожнює | Перемога  |
| Премія «Сезар»                                    |                                     |                   |           |
| 2015                                              | Найкращий дебютний фільм            | Вона його обожнює | Номінація |
| 2019                                              | Найкращий фільм                     | Опіканець         | Номінація |
| 2019                                              | Найкраща режисерська робота         | Опіканець         | Номінація |
| 2019                                              | Найкращий оригінальний сценарій     | Опіканець         | Номінація |
| Премія «Люм'єр»                                   |                                     |                   |           |
| 2015                                              | Найкращий дебютний фільм            | Вона його обожнює | Номінація |
| 2015                                              | Найкращий сценарій                  | Вона його обожнює | Номінація |
| 2019                                              | Найкращий фільм                     | Опіканець         | Номінація |
| 2019                                              | Найкращий режисер                   | Опіканець         | Номінація |
| 2019                                              | Найкращий сценарій                  | Опіканець         | Номінація |
| Міжнародний фестиваль франкомовного кіно в Намюрі |                                     |                   |           |
| 2018                                              | Золотий Баярд за найкращий сценарій | Опіканець         | Перемога  |
| Приз Луї Деллюка                                  |                                     |                   |           |
| 2018                                              | Найкращий фільм                     | Опіканець         | Номінація |